# Гурк
Гурк (Gurk, словен. Krka) — невелике місто на півдні Австрії, в складі федеративної землі Каринтії. Гурк є історичним центром католицької єпархії Гурка, що охоплює територію сучасної Каринтії.
Місто розташоване в річковій долині однойменної альпійської річки, трохи нижче за течією якої стоїть замок Штрасбург, колишня резиденція князів-єпископів Гурка.

## Собор
Собор у Гурку (Dom zu Gurk) — побудований у 1140—1200 роках у романському стилі. Одна з найважливіших споруд романського стилю в Європі. Найдавніша частина — це склеп зі 100 колонами, в якому знаходиться гробниця св. Емми з 1174 р. Дві 60-метрові вежі собору значно виділяються в ландшафті долини річки Гурк.
25 червня 1988 року папа Іван Павло ІІ відвідав собор і помолився у склепі, де похована св. Емма. Цей перший папський візит в історії Каринтії був великою медіа-подією та залучив 80 000 вірних до меси, що проходила на відкритому просторі перед собором.